# Nerat
Nerat je priimek v Sloveniji in tujini. Po podatkih Statističnega urada Republike Slovenije je na dan 1. januarja 2010 v Slovenjiji uporabljalo ta priimek 175 oseb.  

## Znani slovenski nosilci priimka
- Miha Nerat,  učitelj, organizator šolstva

## Znani tuji nosilci priimka
- Judy Nerat, ameriška političarka